# Mariene ecoregio Westelijke Golf van Guinee
De Mariene ecoregio Westelijke Golf van Guinee (81) (Engels: Gulf of Guinea West marine ecoregion) is een biogeografische regio en ligt in het oosten van de Atlantische Oceaan in de Mariene provincie Golf van Guinee (17) in het Marien rijk Tropische Atlantische Oceaan. De mariene ecoregio is vastgesteld door het World Wide Fund for Nature en The Nature Conservancy en is vernoemd naar de Golf van Guinee.
In het noordwesten grenst het gebied aan de mariene ecoregio Sahel-opwelling (80) en in het zuidoosten aan de mariene ecoregio Opwelling Golf van Guinee (82).

## Geografie
De mariene ecoregio ligt in het oosten van de Atlantische Oceaan voor de zuidwestkust van Senegal, Guinee-Bissau, Guinee, Sierra Leone en Liberia. Het gebied strekt zich uit van Cap Skirring bij de grens met Senegal-Guinee-Bissau tot aan de monding van de Cavally op de grens van Liberia met Ivoorkust nabij het zuidelijke uiteinde van het westelijke deel van Afrika. Het omvat onder andere de wateren rondom Conakry en de estuaria/mondingen van de Rio Mansôa, Geba, Buba, Rio Combidjam, Rio Cacine, Kogon, Rio Nuñez, Rio Pongo, Konkouré, Kolenté, Sierra Leone River en Junk River.
Door het gebied stroomt de Guineestroom.

## Biogeografie
Het gebied kent zeeleven dat houdt van tropische temperaturen.